# 마르코 일라이마하리트라
마르코 일라이마하리트라(프랑스어: Marco Ilaimaharitra, 1995년 7월 26일 ~ )는 벨기에 프로 리그인 스포르팅 샤를루아에서 수비형 미드필더로 활약하고 있는 마다가스카르의 축구 선수이다. 프랑스에서 태어난 그는 전 19세 이하와 20세 이하 국가대표팀의 일원이지만 성인 국가대표팀에서는 마다가스카르를 대표한다.

## 구단 경력
뮐루즈에서 태어난 일라이마하리트라는 그의 고향 클럽인 AS 코토 뮐루즈에서 그의 경력을 시작했다. 그 후, 그는 FC 뮐루즈에 합류했다. 2008년, 그는 FC 소쇼-몽벨리아르의 청소년 팀에 합류했다. 그의 프로 데뷔는 2013년 12월 14일, 1-0으로 패한 OGC 니스와의 원정 경기에서 이루어졌다. 4일 후, 그는 OGC 니스와의 쿠프 드 라 리그 경기에 출전했다.

## 국가대표팀 경력
일라이마하리트라는 프랑스에서 태어났고 마다가스카르와 레위니옹 혈통이다. 이전에 프랑스 국가대표 청소년이었던 그는 2017년 11월 11일 코모로와의 친선 경기에서 마다가스카르 국가대표팀으로 데뷔했다.
2019년 6월 27일, 일라이마하리트라는 부룬디와의 2019년 아프리카 네이션스컵 경기에서 76분 후반 프리킥을 성공시켜 1-0 승리와 역사적인 첫 승을 기록했다.